# Zayd ibn Umar
Zayd ibn Umar (en arabe : زيد بن عمر) est un fils de Omar ibn al-Khattâb et petit-fils d'Ali ibn Abi Talib.

## Biographie
Zayd ibn Umar est le fils d'Omar ibn al-Khattâb et de sa femme Oumm Koulthoum bint Ali.
Il a été tué en essayant d'apporter la paix à son clan, les Banu Adi (en), en même temps que sa mère, Oumm Koulthoum, est morte. 
Il n'a laissé aucun descendant.